# Нова Княсьпа
Нова Княсьпа́ (рос. Новая Княсьпа) — селище у складі Карпинського міського округу Свердловської області.
Населення — 36 осіб (2010, 118 у 2002).
Національний склад населення станом на 2002 рік: росіяни — 79 %.